# Herbevestigd agrarisch gebied
Herbevestigd agrarisch gebied (HAG) is een gebied in Vlaanderen waarvan de agrarische structuur in 2009 binnen het gewestplan beleidsmatig herbevestigd werd door de toenmalige Vlaamse Regering.
In tegenstelling tot de erkenningsprocedure voor natuurbeheerplannen is de procedure voor de HAG-afbakening zonder openbaar onderzoek gebeurd.